# ويل باركر
ويل باركر (بالإنجليزية: Will Barker)‏ هو لاعب كرة قدم أمريكية أمريكي، ولد في 3 يوليو 1987 في برين مار ‏ في الولايات المتحدة.

## وصلات خارجية
- ويل باركر على موقع مرجع كرة القدم المحترفة.كوم (الإنجليزية)